# Giuseppe Faggin
Giuseppe Faggin (Isola Vicentina, 20 ottobre 1906 – Vicenza, 23 settembre 1995) è stato un filosofo, storico della filosofia e insegnante italiano.

## Biografia
Laureatosi nel 1930 con Erminio Troilo all'Università di Padova, Faggin fu professore di filosofia nei licei classici di Bassano del Grappa (1930-1933), Campobasso (1933-1935) e Vicenza (dal 1935); nel 1951 divenne libero docente di storia della filosofia, ma anche se portò avanti una collaborazione scientifica continua con l'Università, non entrò mai nei ranghi accademici.
Studioso del platonismo, della tradizione mistica e dell'occultismo, tradusse per la prima volta in Italia le Enneadi di Plotino, pubblicate nel 1947–48 per l'Istituto Editoriale, e riedite nel 1992 da Rusconi.
Altri suoi lavori riguardano Meister Eckhart e la mistica medioevale tedesca, il filosofo Schopenhauer, la stregoneria e l'occultismo rinascimentale.
Era padre di Federico Faggin, importante fisico e inventore: sua l'invenzione nel 1971 del microprocessore.

## Pubblicazioni

### Monografie
- Van Gogh, Padova, CEDAM, 1945.
- Plotino, Milano, Garzanti, 1945[4] (2ª ed. aggiornata: Plotino, Roma, Āśram Vidyā, 1988).
- Meister Eckhart e la mistica tedesca preprotestante, Bocca, Milano, 1946.
- Schopenhauer: il mistico senza Dio, Firenze, La nuova Italia, 1951.
- Le streghe: trentatré incisioni dell'epoca, Milano, Longanesi & C., 1959.
- Gli occultisti dell'età rinascimentale, Milano, Marzorati, 1960.
- Storia della filosofia: ad uso dei licei classici, Milano, Principato, 1963–65.
- Dal Rinascimento a Immanuel Kant, Milano, Principato, 1969.
- Il pensiero antico e medievale, Milano, Principato, 1972.
- Diabolicità del rospo, Vicenza, Neri Pozza, 1973.
- Dal Romanticismo alla scuola di Francoforte, Milano, Principato, 1977.
- Alla ricerca dell'umano, Vicenza, Accademia Olimpica, 1982.
- Perché filosofare?, Vicenza, G. Rumor Editrice, 1982.
- Palagio de gl'incanti, Vicenza, Biblioteca Civica Bertoliana, 1985.
- Simboli, Vicenza, Accademia Olimpica, 1993.
- Che m'importa del mondo? Pensieri inediti 1942-1945, Venezia, Marsilio, 1999.
- Discorso sugli angeli, Vicenza, La Locusta, 2000.

### Traduzioni
- Porfirio, Lettera ad Anebo - lettera a Marcella, a cura di Giuseppe Faggin, Firenze, Edizione Fussi, 1954.
- Plotino, Enneadi, 3 voll., Introduzione, testo critico, traduzione e note di Giuseppe Faggin, Milano, Istituto Editoriale Italiano, 1947–48, 1992; revisione dei testi di Roberto Radice, Milano, Rusconi, 1992; Milano, Bompiani, 2000.
- Arthur Schopenhauer, I due problemi fondamentali dell'etica: 1. Sulla libertà del volere; 2. Sul fondamento della morale, Introduzione, traduzione e note di Giuseppe Faggin, Torino, Boringhieri, 1961.
- Meister Eckhart, Trattati e prediche, a cura di Giuseppe Faggin, Milano, Rusconi, 1982.
- Inni orfici, a cura di Giuseppe Faggin, Roma, Āśram Vidyā, 1991.